# Korea National League 2014
Die Korea National League 2014 war die zwölfte Spielzeit der dritthöchsten südkoreanischen Fußballliga unter diesem Namen. Gespielt wurde in 3 Runden. Ulsan Hyundai Mipo Dolphins FC konnte den Titel gewinnen.

## Veränderung zur Vorsaison

### Umbenannte Vereine
- Incheon Korail FC zog nach Daejeon und nannte sich in Daejeon Korail FC um

## Abschlusstabellen

### Endtabelle
| Pl. | Verein                              | Sp. | S  | U  | N  | Tore    | Diff. | Punkte |
| --- | ----------------------------------- | --- | -- | -- | -- | ------- | ----- | ------ |
| 1.  | Daejeon Korail FC                   | 27  | 14 | 7  | 6  | 041:280 | +13   | 49     |
| 2.  | Ulsan Hyundai Mipo Dolphins FC (M)  | 27  | 14 | 6  | 7  | 044:280 | +16   | 48     |
| 3.  | Gyeongju KHNP FC                    | 27  | 14 | 6  | 7  | 041:280 | +13   | 48     |
| 4.  | Gangneung City FC                   | 27  | 10 | 11 | 6  | 041:330 | +8    | 41     |
| 5.  | Busan Transportation Corporation FC | 27  | 12 | 4  | 11 | 030:320 | −2    | 40     |
| 6.  | Changwon City FC                    | 27  | 11 | 3  | 13 | 038:380 | ±0    | 36     |
| 7.  | Cheonan City FC                     | 27  | 10 | 4  | 13 | 025:300 | −5    | 34     |
| 8.  | Mokpo City FC                       | 27  | 8  | 8  | 11 | 028:390 | −11   | 32     |
| 9.  | Gimhae City FC                      | 27  | 6  | 8  | 13 | 025:420 | −17   | 26     |
| 10. | Yongin City FC                      | 27  | 4  | 7  | 16 | 030:450 | −15   | 19     |

| Zum Saisonende 2014: |                                                  |
| Qualifikation als Meister für das Meisterschafts-Finale Qualifikation als zweiter für das Halbfinale der Meisterschafts-Runde Qualifikation für die 1. Runde der Meisterschafts-Runde |                                                  |
| (M) | Vorjahresmeister: Ulsan Hyundai Mipo Dolphins FC |

## Meisterschafts-Runde
An der Meisterschafts-Runde nahmen die besten 4 Teams teil. In der 1. Runde spielte die 3.- gegen den 4. Platzierten. Der Gewinner dieser Runde spielt gegen den 2. Platzierten im Halbfinale um den Einzug in das Meisterschafts-Finale. Der Siegere dieses Spieles spielte im Finale gegen den 1. Platzierten. Der Gewinner des Finales wurde Korea-National-League-Meister. Die Spiele wurden zwischen den 5. bis 22. November ausgetragen.

### 1. Runde
|                  | Gesamt |                   | Hinspiel | Rückspiel |
| ---------------- | ------ | ----------------- | -------- | --------- |
| Gyeongju KHNP FC | 6:3    | Gangneung City FC | 1:2      | 4:2       |

### Halbfinale
|                                | Gesamt |                  | Hinspiel | Rückspiel |
| ------------------------------ | ------ | ---------------- | -------- | --------- |
| Ulsan Hyundai Mipo Dolphins FC | 3:2    | Gyeongju KHNP FC | 1:1      | 2:1       |

### Finale
|                                | Gesamt |                   | Hinspiel | Rückspiel |
| ------------------------------ | ------ | ----------------- | -------- | --------- |
| Ulsan Hyundai Mipo Dolphins FC | 3:1    | Daejeon Korail FC | 2:0      | 1:1       |

### Gewinner
| Meister Korea National League 2014 |
| ---------------------------------- |
| Ulsan Hyundai Mipo Dolphins FC     |
| 5. Titel                           |

## Belege
- Spielberichte